# Вестлунд, Алекс
Алекс Вестлунд (англ. Alex Westlund; род. 28 декабря 1975, Флемингтон, Нью-Джерси) — американский профессиональный хоккеист и тренер.

## Биография
Играть в хоккей Алекс Вестлунд начинал ещё в школьные годы. Защищал цвета команд учебных заведений «Чэтем Тауншип» и «Лоуренсвилл Скул». С 1995 по 1999 год учился в Йельском университете, где выступал за студенческую команду в хоккейной лиге национальной ассоциации студенческого спорта. В 1999 году защищал ворота команды лиги Восточного побережья «Дэйтон Бомберз», провёл за команду 43 матча. В течение двух сезонов Вестлунд выступал за различные клубы американских лиг: «Цинциннати Сайклонз», «Милуоки Эдмиралс» (в сезоне 2000/01 команда выступала в Интернациональной хоккейной лиге) и «Толедо Шторм». В АХЛ один матч сыграл за «Вустер АйсКэтс», а также 5 матчей за «Милуоки Эдмиралс» образца 2002 года.
В 2002 году подписал контракт с российской командой «Амур» Хабаровск. В сезоне 2002/03 сыграл за команду 50 матчей в Российской хоккейной лиге. В сезоне 2003/04 провёл 31 встречу, при этом успев также сыграть 1 матч за ярославский «Локомотив». Сезон 2004/05 провёл в лиге Восточного побережья, в команде «Шарлотт Чекерс». В 2004 году был призван под знамёна американской национальной команды, сыграл 1 матч на чемпионате мира 2004 года, на котором сборная США стала бронзовым призёром турнира. В сезоне 2005/06 выступал во второй лиге России за челябинский «Мечел», а в следующем году Алекс вновь вернулся в «Чекерс». Также в сезоне 2006/07 вратарь сыграл 7 матчей в американской хоккейной лиге за «Хартфорд Вулф Пэк».
В 2007 году Вестлунд подписал контракт со словенской командой «Олимпия» из Любляны, которая на тот момент выступал в австрийской хоккейной лиге. После одного сезона перешёл в австрийскую команду «Блэк Уингз Линц», за которую выступал на протяжении 5 лет. в 2012 году вместе с командой Вестлунд стал чемпионом Австрии. В середине 2013 года вратарь перешёл в словацкий «Попрад», сыграл 13 матчей в словацкой экстралиге. Также игрок провёл 10 игр за команду второй немецкой лиги «Хайльброннер Фалькен». Сезон 2013/14 начал в команде лиги Восточного побережья «Уилинг Нэйлерз», провёл 2 встречи. Позже подписал контракт с хорватским «Медвешчаком», но в КХЛ так и не дебютировал. Лишь сыграл за дубль клуба 3 матча в плей-офф лиги Хорватии.
Последний сезон в профессиональной карьере игрока прошёл в Китае, где Вестлунд защищал цвета команды Азиатской лиги «Чайна Дрэгон». За клуб сыграл 44 матча. По окончании сезона завершил карьеру игрока и стал тренером вратарей немецкой команды «Аугсбургер Пантер». В 2016 году перебрался в «Медвешчак» на ту же должность.